# Sign of the Hammer
Sign of the Hammer (рус."Знак молота") — четвёртый студийный альбом американской рок-группы Manowar, вышедший в 1984 году.

## Об альбоме
Это первый (и впоследствии единственный) альбом, выпущенный группой на лейбле 10 Records. Песня All Men Play on 10 («Все мужики играют на 10») обыгрывает название нового лейбла, сравнивая его с максимальной настройкой громкости.
Sign of the Hammer рассматривается многими фанатами Manowar как последний альбом, сделанный группой до того, как они изменили стиль на более прямой и менее эпический, но имеющий больший коммерческий успех (как альбом «Fighting the World»).
«Guyana (Cult Of The Damned)» — песня о массовом суициде 1978 года, инициированном Джимом Джонсом, лидером культа «Храм народов», в Джоунстауне, Северо-Западная Гайана.
«Thor (The Powerhead)» — песня о скандинавском боге Торе, уничтожающем зло, а также о великанах (врагах богов). Последователи нордической (германско-скандинавской) веры считают, что в конце существования Вселенной боги и гиганты будут сражаться в битве за власть (см. Рагнарёк). Предсказано, что в битве погибнут все чудовища и большинство богов.

## Список композиций
1. All Men Play on 10 (4:01)
2. Animals (3:33)
3. Thor (The Powerhead) (5:23)
4. Mountains (7:39)
5. Sign of the Hammer (4:18)
6. The Oath (4:54)
7. Thunderpick (3:31)
8. Guyana (Cult of the Damned) (7:10)

## Участники записи
- Эрик Адамс (Eric Adams) — вокал,
- Джоуи Де Майо (Joey DeMaio) — четырёх- и восьмиструнная бас-гитара
- Росс Фридмен (Ross «The Boss» Friedman) — гитара, клавишные
- Скотт Коламбус (Scott Columbus) — ударные